# Légine antarctique
Dissostichus mawsoni
Espèce
La légine antarctique (Dissostichus mawsoni) est un poisson de la famille Nototheniidae. Il est célèbre par la présence d'une protéine antigel dans son organisme, qui lui permet de survivre dans les eaux glacées de l'océan Austral.
Également appelé poisson Mawson en référence à Douglas Mawson, il a un battement de cœur une fois toutes les six secondes. Cette lenteur pourrait être utile à la recherche concernant la médecine cardiaque, où certaines opérations nécessitent des battements de cœur très lents, sans toutefois provoquer une hypothermie.

## Description
Adulte, la légine antarctique peut atteindre une longueur de 1,7 m et peser plus de 80 kg. Le corps est brun olive ou noir, avec un motif marbré sur les nageoires. Le corps est allongé, la tête est large. La nageoire caudale est en forme de gouvernail.   
La légine antarctique n'a pas de vessie natatoire. De la graisse aide les légines à flotter et agit comme une source d'énergie.  
La vision et l'odorat de la légine sont très développés.   

## Régime alimentaire
Le régime alimentaire de la légine antarctique est composé de crevettes, de petits poissons et de calmars colossaux. Certaines légines se nourrissent de grenadiers et de raies.